# Пауэлл, Джон (легкоатлет)
Джон Гейтс Пауэлл (англ. John Gates Powell; 25 июня 1947, Сан-Франциско, Калифорния — 18 августа 2022, Лас-Вегас, Невада) — американский легкоатлет, специалист по метанию диска. Выступал за сборную США по лёгкой атлетике в 1970-х и 1980-х годах, обладатель двух бронзовых медалей Олимпийских игр, серебряный призёр чемпионата мира, чемпион Панамериканских игр, многократный победитель первенств национального значения, бывший рекордсмен мира в метании диска.

## Биография
Джон Пауэлл родился 25 июня 1947 года в Сан-Франциско, Калифорния.
В школе занимался разными видами спорта, включая лёгкую атлетику. Специализироваться в метании диска начал в 1965 году.
Во время учёбы в Университете штата Калифорния в Сан-Хосе продолжал занятия лёгкой атлетикой, состоял в местной университетской команде, неоднократно принимал участие в различных студенческих соревнованиях.
Впервые заявил о себе на международном уровне в сезоне 1972 года, когда вошёл в состав американской национальной сборной и выступил на летних Олимпийских играх в Мюнхене — в финале метания диска показал результат 62,82 метра, расположившись в итоговом протоколе на четвёртой строке.
В 1974 году одержал победу на чемпионате США в метании диска (впоследствии завоёвывал национальный титул ещё шесть раз).
В мае 1975 года на домашнем турнире в Лонг-Бич установил мировой рекорд — 69,08 метра, который продержался почти год и был превзойдён другим американцем Маком Уилкинсом. Также в этом сезоне превзошёл всех соперников на Панамериканских играх в Мехико.
Благодаря череде удачных выступлений удостоился права защищать честь страны на Олимпийских играх 1976 года в Монреале — на сей раз с результатом 65,70 стал в финале третьим и завоевал бронзовую олимпийскую медаль.
В 1979 году среди прочего победил на VII летней Спартакиаде народов СССР в Москве последним броском на 63,08.
Рассматривался в качестве кандидата на участие в Олимпийских играх 1980 года в Москве, однако Соединённые Штаты вместе с несколькими другими странами бойкотировали эти соревнования по политическим причинам. В качестве компенсации за пропуск Олимпиады Пауэлл позднее был награждён Золотой медалью Конгресса США.
В 1981 году победил в матчевой встрече со сборной СССР в Ленинграде.
В июне 1984 года на соревнованиях в Сан-Хосе установил свой личный рекорд в метании диска — 71,26 метра. С этим результатом занял первое место в мировом рейтинге дискоболов этого сезона. Участвовал в домашних Олимпийских играх в Лос-Анджелесе — в финале метнул диск на 65,46 метра, добавив в послужной список ещё одну бронзовую олимпийскую награду.
В 1987 году выиграл серебряную медаль на чемпионате мира в Риме, уступив в финале только немцу Юргену Шульту.
Завершил спортивную карьеру по окончании сезона 1989 года.
За выдающиеся спортивные достижения в 2019 году был введён в Национальный зал славы лёгкой атлетики.

## Результаты
| Год  | Результат | Год  | Результат | Год  | Результат | Год  | Результат    |
| ---- | --------- | ---- | --------- | ---- | --------- | ---- | ------------ |
| 1966 | 42,96     | 1972 | 64,40     | 1978 | —         | 1984 | 71,26 SB, PB |
| 1967 | 50,00     | 1973 | 66,64     | 1979 | 67,34     | 1985 |              |
| 1968 | 57,12     | 1974 | 68,08     | 1980 |           | 1986 |              |
| 1969 | 59,42     | 1975 | 69,08 WR* | 1981 |           | 1987 |              |
| 1970 | 61,40     | 1976 | 67,54     | 1982 |           | 1988 |              |
| 1971 | 63,10     | 1977 | 67,98     | 1983 |           | 1989 |              |

## Смерть
Умер 18 августа 2022 года.